# Edwin Sánchez
Edwin Ernesto Sánchez Vigil (Santa Tecla, Departamento de La Libertad, El Salvador, 21 de febrero de 1990) es un futbolista salvadoreño. Juega como media punta y su equipo actual es Asociación Deportiva Chalatenango de la Primera División de El Salvador.

## Trayectoria
Sánchez fue becario de la Fundación Educando a un Salvadoreño, y participó con el equipo Turín, filial de esa organización en la Tercera División de Fútbol. En 2009 militó con el Santa Tecla F.C. de la Liga de Ascenso; y posteriormente se unió al Club Deportivo Universidad de El Salvador. Con este equipo fue nombrado como "Novato del año" del Torneo Apertura 2010. Desde el Torneo Apertura 2011 jugó para Isidro Metapán, y logró junto al equipo metapaneco el título nacional ese mismo certamen.
En mayo de 2012, firmó contrato por un año para jugar en las filas del Club Deportivo FAS, pero debido a su poca participación en el terreno de juego retornó al Santa Tecla F.C. para el Clausura 2014

### Selección nacional
A nivel de selección nacional, debutó con la escuadra mayor cuscatleca, en torneos oficiales, en la Copa Centroamericana 2011; y fue convocado a la Copa de Oro de ese año. Como parte de la selección sub-23 participó en el preolímpico de Concacaf de 2012.

## Clubes
Actualizado al último partido jugado el 17 de noviembre de 2024.
| Club Deportivo Universidad de El Salvador · El Salvador | 1.ª                 | 2010-11             | 16  | 3  | - | - | -  | - | 16  | 3  |
| Club Deportivo Universidad de El Salvador · El Salvador | Total               | Total               | 16  | 3  | 0 | 0 | 0  | 0 | 16  | 3  |
| Asociación Deportiva Isidro Metapán · El Salvador       | 1.ª                 | 2011-12             | 26  | 4  | - | - | 10 | 1 | 36  | 5  |
| Asociación Deportiva Isidro Metapán · El Salvador       | Total               | Total               | 26  | 4  | 0 | 0 | 10 | 1 | 36  | 5  |
| Club Deportivo FAS · El Salvador                        | 1.ª                 | 2012-13             | 26  | 1  | - | - | 3  | 0 | 29  | 1  |
| Club Deportivo FAS · El Salvador                        | 1.ª                 | 2013                | 11  | 0  | - | - | -  | - | 11  | 0  |
| Club Deportivo FAS · El Salvador                        | Total               | Total               | 37  | 1  | 0 | 0 | 3  | 0 | 40  | 1  |
| Santa Tecla Fútbol Club · El Salvador                   | 1.ª                 | 2014                | 18  | 2  | - | - | -  | - | 18  | 2  |
| Santa Tecla Fútbol Club · El Salvador                   | 1.ª                 | 2014                | 18  | 1  | - | - | -  | - | 18  | 1  |
| Santa Tecla Fútbol Club · El Salvador                   | Total               | Total               | 36  | 3  | 0 | 0 | 0  | 0 | 36  | 3  |
| Club Deportivo Atlético Marte · El Salvador             | 1.ª                 | 2015                | 13  | 3  | - | - | -  | - | 13  | 3  |
| Club Deportivo Atlético Marte · El Salvador             | 1.ª                 | 2015-16             | 44  | 5  | - | - | -  | - | 44  | 5  |
| Club Deportivo Atlético Marte · El Salvador             | Total               | Total               | 57  | 8  | 0 | 0 | 0  | 0 | 57  | 8  |
| Sonsonate Fútbol Club · El Salvador                     | 1.ª                 | 2016                | 11  | 0  | - | - | -  | - | 11  | 0  |
| Sonsonate Fútbol Club · El Salvador                     | Total               | Total               | 11  | 0  | 0 | 0 | 0  | 0 | 11  | 0  |
| Club Deportivo Universidad de El Salvador · El Salvador | 1.ª                 | 2017                | 19  | 6  | - | - | -  | - | 19  | 6  |
| Club Deportivo Universidad de El Salvador · El Salvador | Total               | Total               | 19  | 6  | 0 | 0 | 0  | 0 | 19  | 6  |
| Club Deportivo Águila · El Salvador                     | 1.ª                 | 2017-18             | 38  | 1  | - | - | 4  | 0 | 42  | 1  |
| Club Deportivo Águila · El Salvador                     | 1.ª                 | 2018                | 9   | 0  | - | - | -  | - | 9   | 0  |
| Club Deportivo Águila · El Salvador                     | Total               | Total               | 47  | 1  | 0 | 0 | 4  | 0 | 51  | 1  |
| Asociación Deportiva Chalatenango · El Salvador         | 1.ª                 | 2019                | 22  | 0  | - | - | -  | - | 22  | 0  |
| Asociación Deportiva Chalatenango · El Salvador         | Total               | Total               | 22  | 0  | 0 | 0 | 0  | 0 | 22  | 0  |
| Club Deportivo Municipal Limeño · El Salvador           | 1.ª                 | 2019-20             | 34  | 7  | - | - | -  | - | 34  | 7  |
| Club Deportivo Municipal Limeño · El Salvador           | 1.ª                 | 2020-21             | 27  | 5  | - | - | 1  | 0 | 28  | 5  |
| Club Deportivo Municipal Limeño · El Salvador           | 1.ª                 | 2021-22             | 37  | 4  | - | - | -  | - | 37  | 4  |
| Club Deportivo Municipal Limeño · El Salvador           | Total               | Total               | 98  | 16 | 0 | 0 | 1  | 0 | 99  | 16 |
| Asociación Deportiva Chalatenango · El Salvador         | 1.ª                 | 2022-23             | 8   | 0  | - | - | -  | - | 8   | 0  |
| Asociación Deportiva Chalatenango · El Salvador         | Total               | Total               | 8   | 0  | 0 | 0 | 0  | 0 | 8   | 0  |
| Club Deportivo Fuerte San Francisco · El Salvador       | 1.ª                 | 2023-24             | 34  | 2  | - | - | -  | - | 34  | 2  |
| Club Deportivo Fuerte San Francisco · El Salvador       | 1.ª                 | 2024                | 13  | 0  | - | - | -  | - | 13  | 0  |
| Club Deportivo Fuerte San Francisco · El Salvador       | Total               | Total               | 47  | 2  | 0 | 0 | 0  | 0 | 47  | 2  |
| Club Deportivo Fuerte San Francisco · El Salvador       | 1.ª                 | 2025-26             |     |    |   |   |    |   |     |    |
| Club Deportivo Fuerte San Francisco · El Salvador       | Total               | Total               | 0   | 0  | 0 | 0 | 0  | 0 | 0   | 0  |
| Total en su carrera                                     | Total en su carrera | Total en su carrera | 424 | 44 | 0 | 0 | 18 | 1 | 442 | 45 |
| (2) No incluye goles en partidos amistosos.             |                     |                     |     |    |   |   |    |   |     |    |

Inferiores/Reservas/Segunda División de El Salvador
| Club                                               | País        | Año         | Partidos | Goles |
| -------------------------------------------------- | ----------- | ----------- | -------- | ----- |
| San Salvador Fútbol Club Academia                  | El Salvador |             |          |       |
| Turín FESA Fútbol Club                             | El Salvador | 2006 - 2007 |          |       |
| Club Social y Deportivo Defensa y Justicia Juvenil | Argentina   | 2008        |          |       |
| Santa Tecla Fútbol Club                            | El Salvador | 2009 - 2010 | 25       | 11    |
| C.D. Cruzeiro                                      | El Salvador | 2025        |          |       |
| Total:                                             | Total:      | Total:      | 25       | 11    |

### Selección nacional
| Selección                                  | Año                 | Partidos | Goles |
| ------------------------------------------ | ------------------- | -------- | ----- |
| El Salvador Sub-21                         |                     |          |       |
| 2010                                       | 2                   | 0        |       |
| El Salvador Sub-23                         |                     |          |       |
| 2011                                       | 1                   | 0        |       |
| 2012                                       | 2                   | 1        |       |
| Total en su carrera                        | Total en su carrera | 5        | 1     |
| El Salvador                                |                     |          |       |
| 2010                                       | 2                   | 0        |       |
| 2011                                       | 11                  | 2        |       |
| 2012                                       | 1                   | 0        |       |
| 2013                                       | 0                   | 0        |       |
| 2014                                       | 0                   | 0        |       |
| 2015                                       | 0                   | 0        |       |
| 2016                                       | 0                   | 0        |       |
| 2017                                       | 2                   | 0        |       |
| Total en su carrera                        | Total en su carrera | 16       | 2     |
| Estadísticas hasta el 20 de julio de 2017. |                     |          |       |

## Palmarés

### Trofeos nacionales
| Título          | Club              | País        | Año  |
| --------------- | ----------------- | ----------- | ---- |
| Torneo Apertura | AD Isidro Metapán | El Salvador | 2011 |

### Distinciones individuales
| Distinción                         | Año  |
| ---------------------------------- | ---- |
| Novato del año del Torneo Apertura | 2010 |